# Roman Berezowski
Roman Berezowski (orm. Ռոման Բերեզովսկի, ros. Роман Анатольевич Березовский, Roman Anatoljewicz Bieriezowski, ur. 5 sierpnia 1974 w Erywaniu), piłkarz ormiański grający na pozycji bramkarza. Posiada także obywatelstwo rosyjskie.

## Kariera klubowa
Berezowski pochodzi ze stolicy Armenii, Erywania. Karierę piłkarską rozpoczął w klubie Koszkagorc Erywań i w 1991 roku zadebiutował w lidze radzieckiej. W 1992 roku po uzyskaniu niepodległości przez Armenię został piłkarzem Sjunika Kapan i wystąpił w premierowym sezonie pierwszej ligi ormiańskiej. W połowie sezonu przeszedł do Szerigawitu Erywań, a w 1993 roku został piłkarzem rosyjskiego Kosmosu Kirowiec z Petersburga. Po grze w rosyjskiej Drugiej Dywizji odszedł do Zenitu Sankt Petersburg z ekstraklasy. Początkowo był rezerwowym w Zenicie, ale od początku sezonu 1996 był pierwszym bramkarzem klubu. Swój największy sukces za czasów gry w Zenicie osiągnął w 1999 roku, gdy zdobył Puchar Rosji.
W 2001 roku Berezowski został bramkarzem Torpeda Moskwa, w którym wygrał rywalizację z Ukraińcem Walerijem Worobjowem. Zajął z Torpedo 4. miejsce w lidze, a przed rozpoczęciem sezonu 2000 odszedł do Dynama Moskwa. Tam także grał w pierwszym składzie i występował do zakończenia sezonu 2005. W Dynamie bronił w większej liczbie meczów niż jego rywale, Litwin Žydrūnas Karčemarskas i Ukrainiec Maksim Lewicki.
W 2006 roku Ormianin przeszedł do FK Chimki, występującego w Drugiej Dywizji. Swoją postawą przyczynił się do awansu klubu do Premier Ligi. Zarówno w sezonie 2007, jak i sezonie 2008 utrzymał się z Chimki w Premier Lidze.
W 2012 roku Berezowski wrócił do Dinama Moskwa.
| Sezon   | Klub              | Kraj    | Rozgrywki        | Mecze | Bramki |
| ------- | ----------------- | ------- | ---------------- | ----- | ------ |
| 1991    | Koszkagorc Erywań | ZSRR    | III liga         | 31    | 0      |
| 1992    | Sjunik Kapan      | Armenia | I liga           | 13    | 0      |
| 1992    | Szengawit Erywań  | Armenia | I liga           | 9     | 0      |
| 1993    | Kosmos-Kirowiec   | Rosja   | Druga Dywizja    | 23    | 0      |
| 1994    | Zenit Petersburg  | Rosja   | Premier Liga     | 5     | 0      |
| 1995    | Zenit Petersburg  | Rosja   | Premier Liga     | 4     | 0      |
| 1996    | Zenit Petersburg  | Rosja   | Premier Liga     | 20    | 0      |
| 1997    | Zenit Petersburg  | Rosja   | Premier Liga     | 30    | 0      |
| 1998    | Zenit Petersburg  | Rosja   | Premier Liga     | 30    | 0      |
| 1999    | Zenit Petersburg  | Rosja   | Premier Liga     | 23    | 0      |
| 2000    | Zenit Petersburg  | Rosja   | Premier Liga     | 11    | 0      |
| 2001    | Torpedo Moskwa    | Rosja   | Premier Liga     | 21    | 0      |
| 2002    | Dinamo Moskwa     | Rosja   | Premier Liga     | 32    | 0      |
| 2003    | Dinamo Moskwa     | Rosja   | Premier Liga     | 27    | 0      |
| 2004    | Dinamo Moskwa     | Rosja   | Premier Liga     | 19    | 0      |
| 2005    | Dinamo Moskwa     | Rosja   | Premier Liga     | 12    | 0      |
| 2006    | FK Chimki         | Rosja   | Pierwsza Dywizja | 42    | 0      |
| 2007    | FK Chimki         | Rosja   | Premier Liga     | 28    | 0      |
| 2008    | FK Chimki         | Rosja   | Premier Liga     | 27    | 0      |
| 2009    | FK Chimki         | Rosja   | Premier Liga     | 18    | 0      |
| 2010    | FK Chimki         | Rosja   | Pierwyj diwizion | 35    | 0      |
| 2011/12 | FK Chimki         | Rosja   | Pierwyj diwizion | 25    | 0      |
| 2011/12 | Dinamo Moskwa     | Rosja   | Premier Liga     | 3     | 0      |
| 2012/13 | Dinamo Moskwa     | Rosja   | Premier Liga     | 7     | 0      |

## Kariera reprezentacyjna
W reprezentacji Armenii Berezowski zadebiutował 31 sierpnia 1996 roku w zremisowanym 0:0 meczu eliminacji do Mistrzostw Świata we Francji z Portugalią. Od tego czasu jest regularnie powoływany do pierwszej reprezentacji Armenii, w której obecnie rywalizuje o miejsce w składzie z Geworgiem Kasparowem.

## Sukcesy i odznaczenia

### Sukcesy indywidualne
- członek Klubu 30 meczów na „0”